# Campeonato mundial de hockey sobre patines femenino de 1994
El II Campeonato mundial de hockey sobre patines femenino se celebró en Tavira, Portugal, entre el 3 y el 9 de octubre de 1994. Fue organizado por la Federación Internacional de Patinaje (FIRS). La selección de España ganó su primer título.

## Equipos participantes
19 seleccionados nacionales participaron del torneo, de los cuales 9 equipos eran de Europa, 5 eran de América, 1 era de Asia, 2 de África y 2 de Oceanía.
|                |
| Alemania       |
| Andorra        |
| Angola         |
| Argentina      |
| Australia      |
| Austria        |
| Brasil         |
| Canadá         |
| España         |
| Estados Unidos |
| Inglaterra     |
| Italia         |
| Japón          |
| México         |
| Nueva Zelanda  |
| Países Bajos   |
| Portugal       |
| Suiza          |
| Sudáfrica      |

## Fase de grupos[1]

### Grupo A1
| Equipo         | Pts | PJ | PG | PE | PP | GF | GC | DG  |
| -------------- | --- | -- | -- | -- | -- | -- | -- | --- |
| Canadá         | 8   | 4  | 4  | 0  | 0  | 42 | 5  | +37 |
| Suiza          | 6   | 4  | 3  | 0  | 1  | 11 | 15 | -4  |
| Estados Unidos | 3   | 4  | 1  | 1  | 2  | 8  | 18 | -10 |
| Nueva Zelanda  | 2   | 4  | 1  | 0  | 3  | 9  | 22 | -13 |
| Australia      | 1   | 4  | 0  | 1  | 3  | 5  | 15 | -10 |

|                | Bandera de Australia | Bandera de Nueva Zelanda | Bandera de Estados Unidos | Bandera de Suiza | Bandera de Canadá |
| -------------- | -------------------- | ------------------------ | ------------------------- | ---------------- | ----------------- |
| Australia      |                      |                          |                           |                  |                   |
| Nueva Zelanda  | 4-1                  |                          |                           |                  |                   |
| Estados Unidos | 1-1                  | 4-3                      |                           |                  |                   |
| Suiza          | 3-1                  | 2-1                      | 5-2                       |                  |                   |
| Canadá         | 7-2                  | 15-1                     | 9-1                       | 11-1             |                   |

### Grupo A2
| Equipo       | Pts | PJ | PG | PE | PP | GF | GC | DG  |
| ------------ | --- | -- | -- | -- | -- | -- | -- | --- |
| España       | 8   | 4  | 4  | 0  | 0  | 25 | 1  | +24 |
| Países Bajos | 4   | 4  | 2  | 0  | 1  | 9  | 10 | -1  |
| Italia       | 4   | 4  | 2  | 0  | 2  | 10 | 7  | +3  |
| Inglaterra   | 2   | 4  | 1  | 0  | 3  | 5  | 15 | -10 |
| Alemania     | 2   | 4  | 1  | 0  | 3  | 8  | 24 | -16 |

|              | Bandera de Alemania | Bandera de Inglaterra | Bandera de Italia | Bandera de los Países Bajos | Bandera de España |
| ------------ | ------------------- | --------------------- | ----------------- | --------------------------- | ----------------- |
| Alemania     |                     |                       |                   |                             |                   |
| Inglaterra   | 5-2                 |                       |                   |                             |                   |
| Italia       | 6-1                 | 3-0                   |                   |                             |                   |
| Países Bajos | 3-4                 | 1-0                   | 5-1               |                             |                   |
| España       | 10-1                | 9-0                   | 1-0               | 5-0                         |                   |

### Grupo B1
| Equipo    | Pts | PJ | PG | PE | PP | GF | GC | DG  |
| --------- | --- | -- | -- | -- | -- | -- | -- | --- |
| Portugal  | 6   | 3  | 3  | 0  | 0  | 29 | 1  | +28 |
| Sudáfrica | 4   | 3  | 2  | 0  | 1  | 9  | 7  | +2  |
| Austria   | 1   | 3  | 0  | 1  | 2  | 1  | 15 | -14 |
| Angola    | 1   | 3  | 0  | 1  | 2  | 1  | 17 | -16 |

|           | Bandera de Austria | Bandera de Angola | Bandera de Sudáfrica | Bandera de Portugal |
| --------- | ------------------ | ----------------- | -------------------- | ------------------- |
| Austria   |                    |                   |                      |                     |
| Angola    | 1-1                |                   |                      |                     |
| Sudáfrica | 2-0                | 6-0               |                      |                     |
| Portugal  | 12-0               | 10-0              | 7-1                  |                     |

### Grupo B2
| Equipo    | Pts | PJ | PG | PE | PP | GF | GC | DG  |
| --------- | --- | -- | -- | -- | -- | -- | -- | --- |
| Japón     | 6   | 4  | 3  | 0  | 1  | 38 | 7  | +31 |
| Brasil    | 6   | 4  | 3  | 0  | 1  | 24 | 6  | +18 |
| Argentina | 6   | 4  | 3  | 0  | 1  | 20 | 11 | +9  |
| México    | 2   | 4  | 1  | 0  | 3  | 5  | 28 | -23 |
| Andorra   | 0   | 4  | 0  | 0  | 4  | 1  | 36 | -35 |

|           | Bandera de Andorra | Bandera de México | Bandera de Argentina | Bandera de Brasil | Bandera de Japón |
| --------- | ------------------ | ----------------- | -------------------- | ----------------- | ---------------- |
| Andorra   |                    |                   |                      |                   |                  |
| México    | 5-1                |                   |                      |                   |                  |
| Argentina | 6-0                | 8-0               |                      |                   |                  |
| Brasil    | 11-0               | 6-0               | 2-4                  |                   |                  |
| Japón     | 14-0               | 13-0              | 9-2                  | 2-5               |                  |

## Segunda Fase[1]
Los tres primeros de los grupos A1 y A2 de la primera fase se clasificaron para los cuartos de final junto a los primeros de los grupos B1 y B2. Los demás de los grupos A1 y A2 se enfrentaron junto a los segundos de los grupos B1 y B2 para determinar los puestos del noveno al decimocuarto. El resto de los equipos compitieron en otro grupo.

### Grupo 9.º al 14.º
| Equipo        | Pts | PJ | PG | PE | PP | GF | GC | DG  |
| ------------- | --- | -- | -- | -- | -- | -- | -- | --- |
| Nueva Zelanda | 7   | 5  | 3  | 1  | 1  | 22 | 11 | +11 |
| Alemania      | 7   | 5  | 3  | 1  | 1  | 17 | 9  | +8  |
| Brasil        | 7   | 5  | 3  | 1  | 1  | 17 | 10 | +7  |
| Australia     | 7   | 5  | 3  | 1  | 1  | 15 | 11 | +4  |
| Inglaterra    | 2   | 5  | 1  | 0  | 4  | 13 | 17 | -4  |
| Sudáfrica     | 0   | 5  | 0  | 0  | 5  | 9  | 35 | -26 |

|               | Bandera de Sudáfrica | Bandera de Inglaterra | Bandera de Australia | Bandera de Brasil | Bandera de Alemania | Bandera de Nueva Zelanda |
| ------------- | -------------------- | --------------------- | -------------------- | ----------------- | ------------------- | ------------------------ |
| Sudáfrica     |                      |                       |                      |                   |                     |                          |
| Inglaterra    | 7-2                  |                       |                      |                   |                     |                          |
| Australia     | 6-1                  | 3-2                   |                      |                   |                     |                          |
| Brasil        | 9-3                  | 3-2                   | 2-2                  |                   |                     |                          |
| Alemania      | 8-1                  | 1-0                   | 2-4                  | 2-0               |                     |                          |
| Nueva Zelanda | 5-2                  | 8-2                   | 4-0                  | 1-3               | 4-4                 |                          |

### Grupo 15.º al 19.ª
| Equipo    | Pts | PJ | PG | PE | PP | GF | GC | DG  |
| --------- | --- | -- | -- | -- | -- | -- | -- | --- |
| Argentina | 8   | 4  | 3  | 0  | 1  | 35 | 1  | +34 |
| Angola    | 5   | 4  | 2  | 1  | 1  | 6  | 16 | -10 |
| Andorra   | 4   | 4  | 1  | 2  | 1  | 6  | 9  | -3  |
| México    | 2   | 4  | 1  | 0  | 3  | 5  | 16 | -11 |
| Austria   | 1   | 4  | 0  | 1  | 3  | 2  | 12 | -10 |

|           | Bandera de Austria | Bandera de México | Bandera de Andorra | Bandera de Angola | Bandera de Argentina |
| --------- | ------------------ | ----------------- | ------------------ | ----------------- | -------------------- |
| Austria   |                    |                   |                    |                   |                      |
| México    | 3-2                |                   |                    |                   |                      |
| Andorra   | 0-0                | 3-0               |                    |                   |                      |
| Angola    | 1-0                | 3-2               | 2-2                |                   |                      |
| Argentina | 8-0                | 8-0               | 7-1                | 12-0              |                      |

### Fase Final
|  | Cuartos de final | Cuartos de final |        |       | Semifinales            | Semifinales            |  |  | Final | Final |
|  |                  |                  |        |       |                        |                        |  |  |       |       |
|  |                  |                  |        |       |                        |                        |  |  |       |       |
|  |                  |                  |        |       |                        |                        |  |  |       |       |
|  | Canadá           | 2                |        |       |                        |                        |  |  |       |       |
|  | Canadá           | 2                |        |       |                        |                        |  |  |       |       |
|  | Italia           | 0                |        |       |                        |                        |  |  |       |       |
|  | Italia           | 0                | Canadá | 6     |                        |                        |  |  |       |       |
|  |                  |                  | Canadá | 6     |                        |                        |  |  |       |       |
|  |                  | Portugal         | 3      |       |                        |                        |  |  |       |       |
|  | Portugal         | Portugal         | 3      | 3     |                        |                        |  |  |       |       |
|  | Portugal         |                  |        | 3     |                        |                        |  |  |       |       |
|  | Suiza            | 0                |        |       |                        |                        |  |  |       |       |
|  | Suiza            | 0                | Canadá | 3     |                        |                        |  |  |       |       |
|  |                  |                  | Canadá | 3     |                        |                        |  |  |       |       |
|  |                  | España           | 5      |       |                        |                        |  |  |       |       |
|  | España           | España           | 5      | 4     |                        |                        |  |  |       |       |
|  | España           |                  |        | 4     |                        |                        |  |  |       |       |
|  | Estados Unidos   | 0                |        |       |                        |                        |  |  |       |       |
|  | Estados Unidos   | 0                | España | 4     | Tercer y cuarto puesto | Tercer y cuarto puesto |  |  |       |       |
|  |                  |                  | España | 4     | Tercer y cuarto puesto | Tercer y cuarto puesto |  |  |       |       |
|  |                  | Japón            | 0      |       |                        |                        |  |  |       |       |
|  | Japón            | Japón            | 0      | 1     | Portugal               | 4                      |  |  |       |       |
|  | Japón            |                  |        | 1     | Portugal               | 4                      |  |  |       |       |
|  | Países Bajos     | 0                |        | Japón | 5                      |                        |  |  |       |       |
|  | Países Bajos     | 0                |        |       | 5                      |                        |  |  |       |       |
|  |                  |                  |        |       |                        |                        |  |  |       |       |
|  |                  |                  |        |       |                        |                        |  |  |       |       |

|  | Eliminatoria del 5.º al 8.º | Eliminatoria del 5.º al 8.º |   |                | 5.º y 6.º | 5.º y 6.º |  |
|  |                             |                             |   |                |           |           |  |
|  |                             |                             |   |                |           |           |  |
|  |                             |                             |   |                |           |           |  |
|  | Italia                      | 6                           |   |                |           |           |  |
|  | Suiza                       | 3                           |   |                |           |           |  |
|  |                             |                             |   |                |           |           |  |
|  |                             |                             |   |                |           |           |  |
|  |                             |                             |   |                | Italia    | 3         |  |
|  |                             | Países Bajos                | 2 |                |           |           |  |
|  |                             |                             |   |                |           |           |  |
|  |                             |                             |   |                |           |           |  |
|  |                             |                             |   |                | 7.º y 8.º |           |  |
|  |                             |                             |   |                |           |           |  |
|  | Países Bajos                | 2                           |   | Estados Unidos | 4         |           |  |
|  | Estados Unidos              | 1                           |   |                | Suiza     | 3         |  |

## Clasificación final
| 1. España         |
| 2. Canadá         |
| 3. Japón          |
| 4. Portugal       |
| 5. Italia         |
| 6. Países Bajos   |
| 7. Estados Unidos |
| 8. Suiza          |
| 9. Nueva Zelanda  |
| 10. Alemania      |
| 11. Brasil        |
| 12. Australia     |
| 13. Inglaterra    |
| 14. Sudáfrica     |
| 15. Argentina     |
| 16. Angola        |
| 17. Andorra       |
| 18. México        |
| 19. Austria       |